# Pachycondyla mesonotalis
Pachycondyla mesonotalis är en myrart som först beskrevs av Santschi 1923.  Pachycondyla mesonotalis ingår i släktet Pachycondyla och familjen myror. Inga underarter finns listade i Catalogue of Life.